# 401 a. C.
El año 401 a. C. fue un año del calendario romano prejuliano. En el Imperio romano se conocía como el Año del Tribunado de Potito, Coso, Camilo, Ambusto, Mamercino y Yulo (o menos frecuentemente, año 353 Ab urbe condita). Fue el último año del siglo V a. C.

## Acontecimientos
- Batalla de Cunaxa entre el pretendiente Ciro el Joven y Artajerjes II de Persia.
- Se desarrolla el diálogo de Platón, Ion, perteneciente a la serie llamada "Primeros diálogos"

## Fallecimientos
- Príncipe Ciro el Joven de Persia.
- Agis II
- Clearco

- Datos: Q231599